# 黑喉辉蜂鸟
黑喉辉蜂鸟（学名：Heliodoxa schreibersii），是雨燕目蜂鸟科的一种鸟类。
黑喉辉蜂鸟体重约9.17克，翼长约69.5毫米，嘴峰长约26.8毫米，喙宽度约3.3毫米，喙厚度约2.9毫米，跗蹠长约6.2毫米，尾长约49.2毫米。黑喉辉蜂鸟在其分布区内为留鸟，其栖息在密集的高大树木组成的森林中，食性为草食性，主要食物来源是植物的花蜜。

## 亚种
- ：分布于哥伦比亚东南部至厄瓜多尔、秘鲁东北部和巴西亚马逊河西北部。
- ：分布于秘鲁东部的热带地区。[4]